# HMS Oberon (P21)
| «Оберон» (N21)                                                        | «Оберон» (N21)                                                              | «Оберон» (N21)                                                              |
| --------------------------------------------------------------------- | --------------------------------------------------------------------------- | --------------------------------------------------------------------------- |
| HMS Oberon (P21)                                                      |                                                                             |                                                                             |
|                                                                       |                                                                             |                                                                             |
| Британський ПЧ «Оберон» у Спітгеді. Друга світова війна               |                                                                             |                                                                             |
| Верф                                                                  | Chatham Dockyard, Чатем                                                     | Chatham Dockyard, Чатем                                                     |
| Під прапором                                                          | Велика Британія                                                             | Велика Британія                                                             |
| Належність                                                            | Військово-морські сили Великої Британії                                     | Військово-морські сили Великої Британії                                     |
| Порт приписки                                                         | Девонпорт, Данді, Клайд                                                     | Девонпорт, Данді, Клайд                                                     |
| На честь                                                              | короля ельфів Оберона                                                       | короля ельфів Оберона                                                       |
| Замовлення                                                            | 1 листопада 1923                                                            | 1 листопада 1923                                                            |
| Закладений                                                            | 22 березня 1924                                                             | 22 березня 1924                                                             |
| Спуск на воду                                                         | 24 вересня 1926                                                             | 24 вересня 1926                                                             |
| Введений до складу флоту                                              | 24 серпня 1927                                                              | 24 серпня 1927                                                              |
| На службі                                                             | 1927–1944                                                                   | 1927–1944                                                                   |
| Сучасний статус                                                       | 5 липня 1944 року списаний зі складу флоту; розібраний на брухт у 1945 році | 5 липня 1944 року списаний зі складу флоту; розібраний на брухт у 1945 році |
| Бойовий досвід                                                        | Друга світова війна Битва за Атлантику                                      | Друга світова війна Битва за Атлантику                                      |
| Проєкт                                                                |                                                                             |                                                                             |
| Класифікація ПЧ                                                       | океанський дизель-електричний підводний човен                               | океанський дизель-електричний підводний човен                               |
| Тип ПЧ                                                                | Підводний човен типу «Одін»                                                 | Підводний човен типу «Одін»                                                 |
| Основні характеристики                                                |                                                                             |                                                                             |
| Швидкість (надводна)                                                  | 15,5 вузлів (28,7 км/год)                                                   | 15,5 вузлів (28,7 км/год)                                                   |
| Швидкість (підводна)                                                  | 9 вузлів (17 км/год)                                                        | 9 вузлів (17 км/год)                                                        |
| Робоча глибина занурення                                              | 90 м                                                                        | 90 м                                                                        |
| Гранична глибина занурення                                            | 150 м                                                                       | 150 м                                                                       |
| Дальність плавання                                                    | 8 500 миль (15 700 км) на швидкості 10 вузлів                               | 8 500 миль (15 700 км) на швидкості 10 вузлів                               |
| Екіпаж                                                                | 54 офіцери та матроси                                                       | 54 офіцери та матроси                                                       |
| Розміри                                                               |                                                                             |                                                                             |
| Довжина найбільша (по КВЛ)                                            | 82 м                                                                        | 82 м                                                                        |
| Ширина корпусу найб.                                                  | 8,5 м                                                                       | 8,5 м                                                                       |
| Середня осадка (по КВЛ)                                               | 4,85 м                                                                      | 4,85 м                                                                      |
| Водотоннажність надводна                                              | 1 332 тонни                                                                 | 1 332 тонни                                                                 |
| Водотоннажність підводна                                              | 1 922 тонни                                                                 | 1 922 тонни                                                                 |
| Силова установка                                                      |                                                                             |                                                                             |
| Дизель-електрична: 2 × дизельних двигуни Admiralty 2 × електродвигуни |                                                                             |                                                                             |
| Гвинти                                                                | 2                                                                           | 2                                                                           |
| Потужність                                                            | 4 600 к.с. (дизелі) 350 к.с. (електродвигун)                                | 4 600 к.с. (дизелі) 350 к.с. (електродвигун)                                |
| Озброєння                                                             |                                                                             |                                                                             |
| Артилерія                                                             | 1 × 102-мм корабельна гармата Mk.XII                                        | 1 × 102-мм корабельна гармата Mk.XII                                        |
| Торпедно- мінне озброєння                                             | 8 × 533-мм торпедних апаратів (6 — носових, 2 — кормових)                   | 8 × 533-мм торпедних апаратів (6 — носових, 2 — кормових)                   |
| ППО                                                                   | 2 × зенітні кулемети Lewis                                                  | 2 × зенітні кулемети Lewis                                                  |

«Оберон» (N21) (англ. HMS Oberon (P21) — військовий корабель, океанський підводний човен далекого радіусу дії типу «Одін» Королівського військово-морського флоту Великої Британії часів Другої світової війни.
Підводний човен брав обмежену участь у Другій світовій війні, здійснивши п'ять бойових походах поблизу європейських берегів і в подальшому використовувався як навчальний.

## Історія створення
Підводний човен «Оберон» був закладений 22 березня 1924 року на верфі компанії Chatham Dockyard у Чатемі. 24 вересня 1926 року він був спущений на воду, а 24 серпня 1927 року увійшов до складу Королівських ВМС Великої Британії.

## Історія служби
«Оберон» дислокувався в Портсмуті між 1927 і 1931 роками, потім човен перевели до Середземного моря. 1934 року він повернувся в Портсмут. 11 жовтня 1935 року він зіткнувся з есмінцем «Танет» у Девонпорті. У 1937 році його вивели до резерву, 2 серпня 1939 року «Оберон» був повторно введений до строю, здійснив п'ять бойових походів біля берегів Англії, Франції, Норвегії та використовувався для навчання під час Другої світової війни. 5 липня 1944 року субмарину вивели зі складу флоту, перевели до Блайта, а 24 серпня 1945 року «Оберон» продали на брухт.